# Masurensee

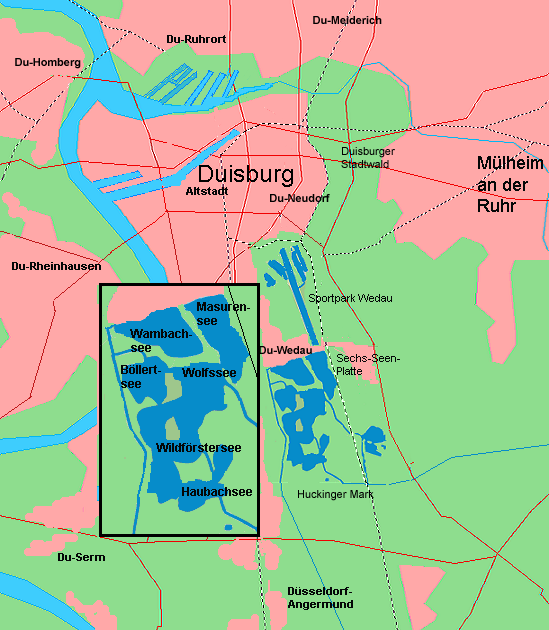
Lage des Masurensees in der Sechs-Seen-Platte

Der Masurensee gehört zur Sechs-Seen-Platte in Duisburg-Wedau. Er ist wie die anderen Seen ein Baggersee und liegt im Nordosten der Seenplatte.
Das gesamte Erholungsgebiet liegt im Stadtbezirk Duisburg-Süd. Die anderen fünf Seen sind der Böllertsee, Haubachsee, Wambachsee, Wildförstersee und Wolfssee. Zusammen haben sie eine Wasserfläche von knapp zwei km².